# Gyri temporales transversi

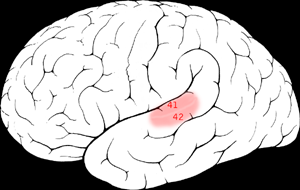
Brodmann-Areale 41, 42

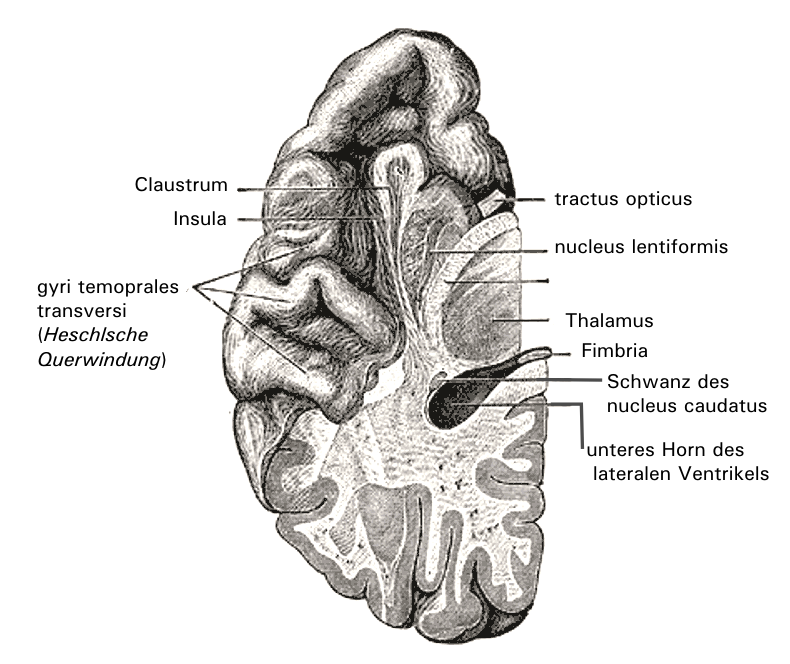
Die Gyri temporales transversi liegen quer zum Gyrus temporalis superior

Die Gyri temporales transversi (Brodmann-Areal 41; nach Richard Heschl auch Heschl’sche Querwindungen genannt) bilden in ihrer Gesamtheit die primäre Hörrinde (auch primäres Hörzentrum genannt).
Makroskopisch sichtbar werden sie durch das Entfernen der Pars opercularis des Gyrus frontalis inferior.
Die primäre Hörrinde erhält ihre Afferenzen über die Hörstrahlung (Radiatio acustica) aus dem Corpus geniculatum mediale (Anteil des Metathalamus). Hörstrahlung und Corpus geniculatum mediale sind die endständigen Anteile der Hörbahn. Die Hörbahnfasern aus dem Corpus geniculatum mediale enden in der primären Hörrinde in tonotopischer Anordnung, was bedeutet, dass die Repräsentationen unterschiedlicher Tonfrequenzen ganz bestimmte Bereiche in der Hörrinde einnehmen. 
In der primären Hörrinde werden Geräusche noch nicht interpretiert; vielmehr werden hier Geräusche bewusst wahrgenommen. Die sinnvolle Verknüpfung der Geräusche sowie deren Interpretation finden erst nach Verschaltung auf die sekundäre Hörrinde statt.
Schädigungen der primären Hörrinde führen meist nicht zur völligen Taubheit, sondern zu Hörbehinderungen, da beide primäre Hörrinden von beiden Ohren durch teilweise Kreuzung der Nervenfasern Afferenzen erhalten. Allerdings ist dann das Richtungshören stark eingeschränkt.